# أركاديوس موريتو
أركاديوس موريتو (مواليد 31 أغسطس 1997) هو لاعب كرة يد بولندي يلعب في نادي فيف تارغي كيلسي ومنتخب بولندا.